# Casper Käll
Casper Käll, född 26 november 2000 i Lund, är en svensk handbollsspelare. Han spelar som mittnia för franska Fenix Toulouse HB.
Han var med i truppen som vann guld i U18-EM 2018. Han är son till tidigare handbollsspelaren Per "Pelle" Käll.

## Karriär
Källs karriär började i Kävlinge HK. Familjen bodde då i Furulund, strax utanför Lund. Där spelade han tillsammans med lagkamraten Hugo Forsberg, som senare även skulle göra honom sällskap i Lugi HF. Sedan sommaren 2023 har han kontrakt med franska Fenix Toulouse HB.